# Bitwa pod Vilcacongą
Bitwa pod Vilcacongą – starcie zbrojne, które miało miejsce w roku 1533 podczas hiszpańskiego podboju Peru.
Po zwycięstwie pod Vilcas, oddział hiszpański dowodzony przez Hernando de Soto kontynuował marsz w stronę Cuzco. Pozostawiwszy 10 ludzi do ochrony bagaży i łupów, de Soto na czele 50 jeźdźców dotarł w pobliże wzniesienia Vilcaconga. W trakcie wspinaczki na strome zbocze, Hiszpanów zaatakowało kilka tysięcy indiańskich wojowników kacyka Quizguiza, którzy obrzucali jeźdźców kamieniami. Hiszpanom udało się mimo to dotrzeć na szczyt góry, gdzie doszło do kolejnego ataku Indian. I tym razem górą byli Hiszpanie, którzy stracili jednak 5 zabitych żołnierzy oraz konie. Dodatkowo rany zadano 17 kolejnym wierzchowcom. Po napojeniu koni w pobliskim górskim strumieniu de Soto nakazał swoim ludziom upozorować manewr odwrotu, po czym zaatakował Indian, wypierając ich sąsiednie wzgórze. Po północy nadciągnęły posiłki przyprowadzone przez Diego de Almagro, co zmusiło Indian do odwrotu.